# Pepe Moral
José Moral Fernández (Los Palacios, 3 de abril de 1987), conocido profesionalmente como Pepe Moral, es un torero español activo que tomó la alternativa en la Plaza de toros de Sevilla en 2009.

## Primeros años
Moral  estudió en la Escuela de Tauromaquia de Sevilla.

## Carrera
Debutó de luces en Guillena el 1 de mayo de 2003, dos años después hizo su debut con picadores en Peralta el 4 de septiembre de 2005 en el que se anunció con José María Lázaro y Marco Antonio Gómez, se lidiaron novillos de la ganadería brava de Guardiola Fantoni.
Se presentó como novillero en la plaza de toros de Las Ventas el 25 de marzo de 2007 compartiendo cartel junto a Francisco Javier y Joselito Adame. Se lidiaron novillos de Manuel Santos Alcalde.
El 11 de junio de 2009 tomó la alternativa en la plaza de toros de Sevilla con Uceda Leal como padrino y Salvador Cortes que actuó como testigo. La corrida de toros fue de la ganadería de Gerardo Ortega.
Confirmó la alternativa el 7 de mayo de 2011 en Las Ventas, donde hizo el paseíllo con  Luis Miguel Encabo y Rafael de Julia. Se lidiaron toros de Conde de la Corte.
En la temporada 2017 salió por la puerta grande de Sevilla.
En 2018 en la Feria de Sevilla consiguió cortar dos orejas en la corrida de los Miura y en ese mismo año el 16 de septiembre de 2018 confirmó alternativa en Nimes, con Octavio Chacón de padrino y Emilio de Justo de testigo frente a toros de Victorino Martín, en el segundo toro resultó herido.
En 2019 indulto a un toro de Victorino Martín en la I Corrida Magallánica de Sanlúcar de Barrameda,completaban el cartel Octavio Chacón y Emilio de Justo, saliendo los tres toreros por la Puerta Grande.